# Saltatricula multicolor
A Saltatricula multicolor a madarak osztályának verébalakúak (Passeriformes) rendjébe és a tangarafélék (Thraupidae) családjába tartozó faj.

## Rendszerezése
A fajt Hermann Burmeister német zoológus írta le 1860-ban.

## Előfordulása
Dél-Amerikában, Argentína, Bolívia, Uruguay és Paraguay területén honos. Természetes élőhelyei a szubtrópusi és trópusi lombhullató erdők és cserjések. Állandó nem vonuló faj.

## Megjelenése
Átlagos testtömege 18 gramm, testtömege 20–25 gramm.

## Életmódja
Valószínűleg rovarokkal és magvakkal táplálkozik.

## Természetvédelmi helyzete
Az elterjedési területe nagy, egyedszáma ugyan csökken, de még nem éri el a kritikus szintet. A Természetvédelmi Világszövetség Vörös listáján nem fenyegetett fajként szerepel.

## További információ
- Képek az interneten a fajról
- Internet Bird Collection - videók a fajról
- Xeno-canto.org - a faj hangja és elterjedési területe